# Lege functie
In de wiskunde is een lege functie een functie waarvan het domein de lege verzameling is. Hoewel op het eerste gezicht merkwaardig, is het begrip lege functie een gevolg van de formele definitie van het begrip functie. Een functie is immers een relatie tussen het domein en het codomein waarvoor bij ieder element uit het domein precies één element in het codomein is zodat het koppel tot de functie (de relatie) behoort. Met de lege verzameling als domein voldoet de relatie met een  lege grafiek als relatie aan deze voorwaarde. Voor de verzameling {\displaystyle V} als codomein is de functie:
{\displaystyle f_{V}:\varnothing \to V}
een lege functie. Deze is eenduidig bepaald, immers, als:
{\displaystyle g:\varnothing \to V},
dan is
{\displaystyle \forall x\in \varnothing :f_{V}(x)=g(x)},
dus
{\displaystyle g=f_{V}}.
Dat niet alle lege functies aan elkaar gelijk zijn, berust op de formele definitie, waarin ook het codomein deel uitmaakt van de functie. Zo zijn ook de functies {\displaystyle f:\mathbb {R} _{+}\to \mathbb {R} _{+};x\mapsto {\sqrt {x}}} en {\displaystyle g:\mathbb {R} _{+}\to \mathbb {R} ;x\mapsto {\sqrt {x}}} formeel verschillend.

Het is formeel mogelijk te spreken van de grafiek van een lege functie. De grafiek  van een lege functie {\displaystyle f} met codomein {\displaystyle V} is de lege verzameling, aangezien de grafiek een deelverzameling moet zijn van het cartesisch product {\displaystyle \varnothing \times V=\varnothing } van het domein en het codomein. 
Een speciaal geval is nog de lege functie {\displaystyle f_{\varnothing }:\varnothing \to \varnothing } die de identieke afbeelding is op de lege verzameling. Het bestaan hiervan is vereist in de categorietheorie opdat de categorie van verzamelingen inderdaad een categorie is.